# Station La Rochelle
Station La Rochelle is een spoorwegstation in de gemeente La Rochelle in het Franse departement Charente-Maritime.

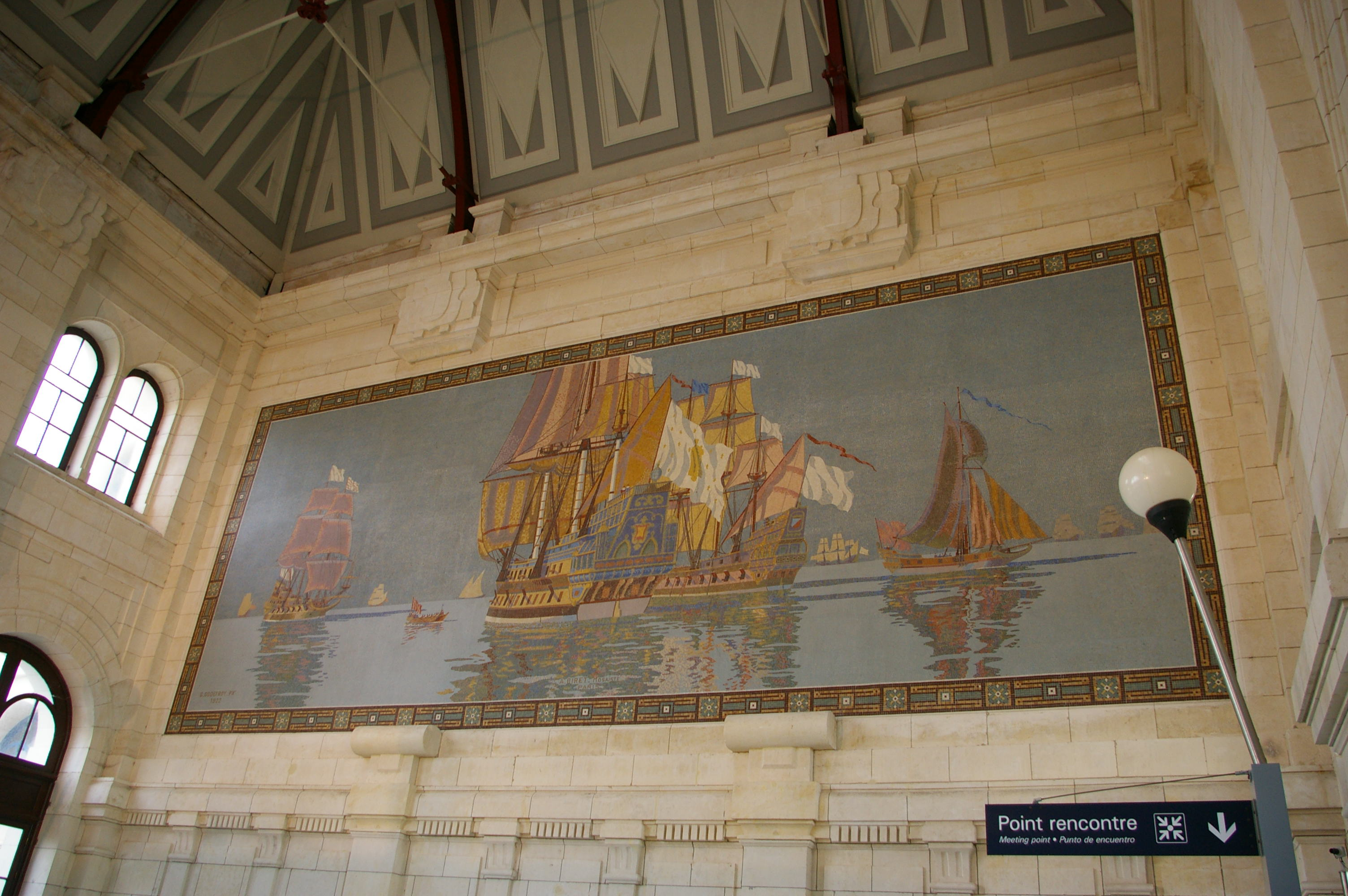
Mozaïek in de centrale hal